# Jonny Wilkinson

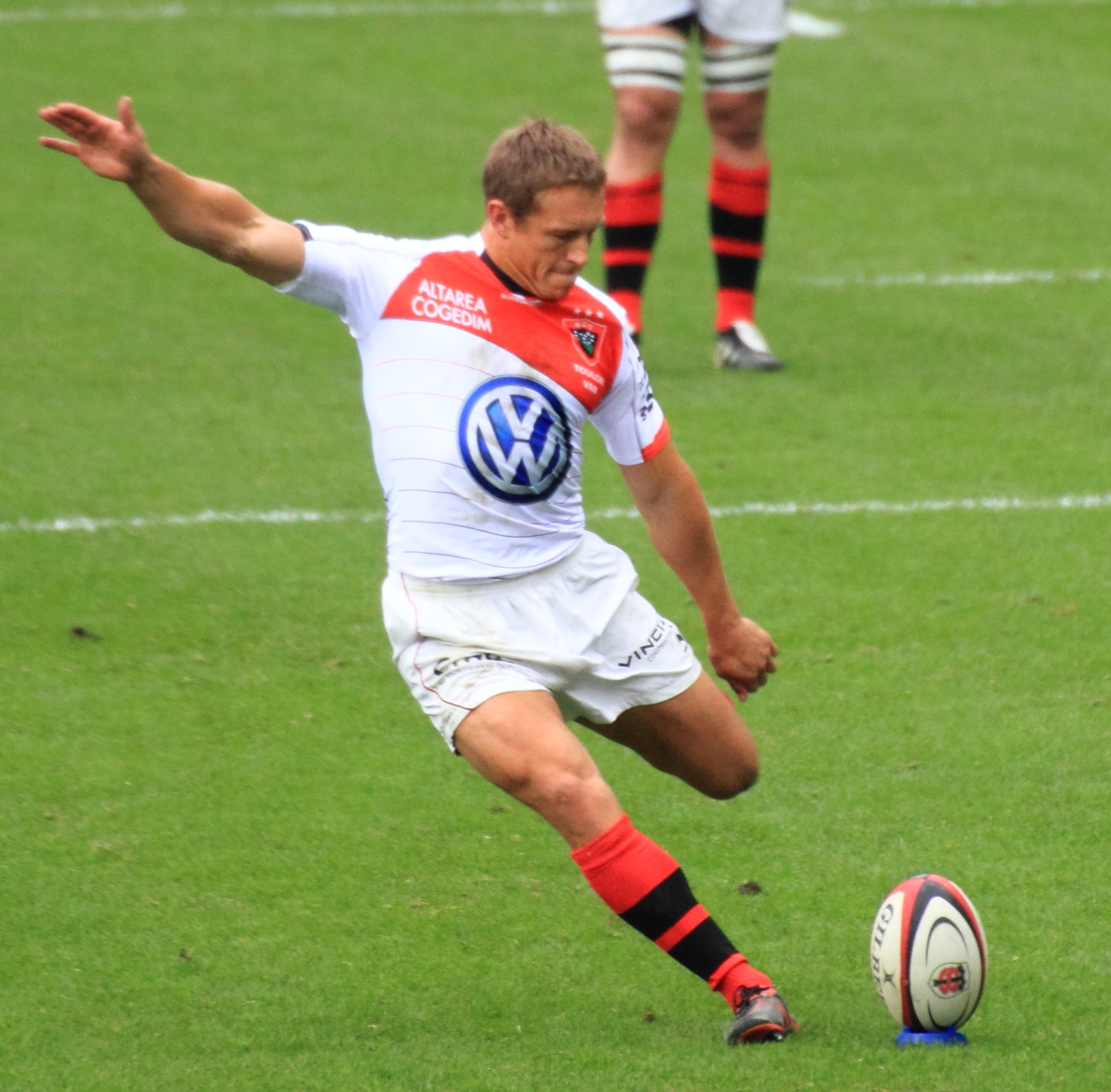
Jonny Wilkinson

Jonathan Peter (Jonny) Wilkinson (Frimley, 25 mei 1979) is een Engels Rugby Union-speler.
Hij begon met rugby als vierjarige. Na zijn middelbareschooltijd stelde hij de Universiteit uit om zich op de sport te concentreren.
Wilkinson maakte zijn debuut in de Engelse nationale ploeg in 1998 in een wedstrijd tegen Schotland. Een jaar later deed hij mee aan het Wereldkampioenschap in Wales, maar werd in de (verloren) kwartfinale tegen Zuid-Afrika niet opgesteld.
In 2001 scoorde Wilkinson in een wedstrijd tegen Italië 35 punten, een record in de geschiedenis van het Zeslandentoernooi. In datzelfde jaar werd hij uitgenodigd voor de British and Irish Lions, waarin hij de positie van kicker overnam van Neil Jenkins. De fly-half speelde een cruciale rol in de Engelse winst van het Wereldkampioenschap van 2003. In de finale tegen gastland/regerend wereldkampioen Australië scoorde hij in de laatste minuut van de verlenging de winnende drop-kick. Dat jaar werd hij gekozen als BBC-"Sports Personality of the Year".
Na het WK kreeg Wilkinson te maken met blessures. Hij kwam slechts sporadisch aan spelen toe. In november 2005 werd hij geopereerd na een hernia. Daarna speelde hij af en toe voor zijn ploeg "Newcastle Falcons" (waar de jonge Nederlander Tim Visser een teamgenoot van hem werd), maar hij moest nog steeds regelmatig verstek laten gaan.
Op 3 februari 2007 speelde hij voor het eerst sinds de WK-finale weer in de nationale ploeg, in de eerste wedstrijd van Engeland voor het Zeslandentoernooi 2007 (mannen), tegen Schotland. Het werd een terugkeer als in een jongensboek. Wilkinson, die dit seizoen nog maar 40 minuten competitierugby had gespeeld, scoorde 27 punten, vijf conversies, twee penalty’s en een (vrij discutabele) try. Na de met 42-20 gewonnen wedstrijd op Twickenham werd hij gekozen tot "Man of the Match". Een week later werd hij in de wedstrijd tegen Italië opvolger van Neil Jenkins als topscorer aller tijden in het zeslandentoernooi.
Tijdens een training op 4 september kreeg Wilkinson de zoveelste blessure; hij verdraaide zijn enkel. Daardoor miste hij de eerste twee wedstrijden van het WK 2007. In de derde wedstrijd, tegen Samoa, maakte hij zijn opwachting; hij scoorde 24 punten. En ook in het verdere verloop van het toernooi speelt hij weer een cruciale rol. In de met 12-10 gewonnen kwartfinale tegen Australië scoorde hij alle Engelse punten en in de halve finale tegen Frankrijk (14-9) gaven zijn 9 punten de doorslag. Ook in de verloren finale tegen Zuid-Afrika scoorde hij 6 punten. In totaal heeft scoorde hij 277 punten gescoord tijdens Wereldkampioenschappen, waarmee hij topscorer is in de geschiedenis van het toernooi.
Een nieuw record vestigde Wilkinson tijdens de wedstrijd tegen Italië in het Zeslandentoernooi 2008 (mannen): hij scoorde zijn 1000e punt in een interland. Hij was de eerste Engelse rugbyspeler die deze grens wist te passeren. Op 8 maart verbeterde hij het record van 1090 punten van Neil Jenkins. Hij bracht tegen Schotland zijn totaal op 1099 en werd topscorer aller tijden.
In mei 2009 stapte Wilkinson over naar de Franse club "Rugby Club Toulonnais". Daar beëindigde hij vijf jaar later zijn rugby-carrière.